# Pagode Beisi

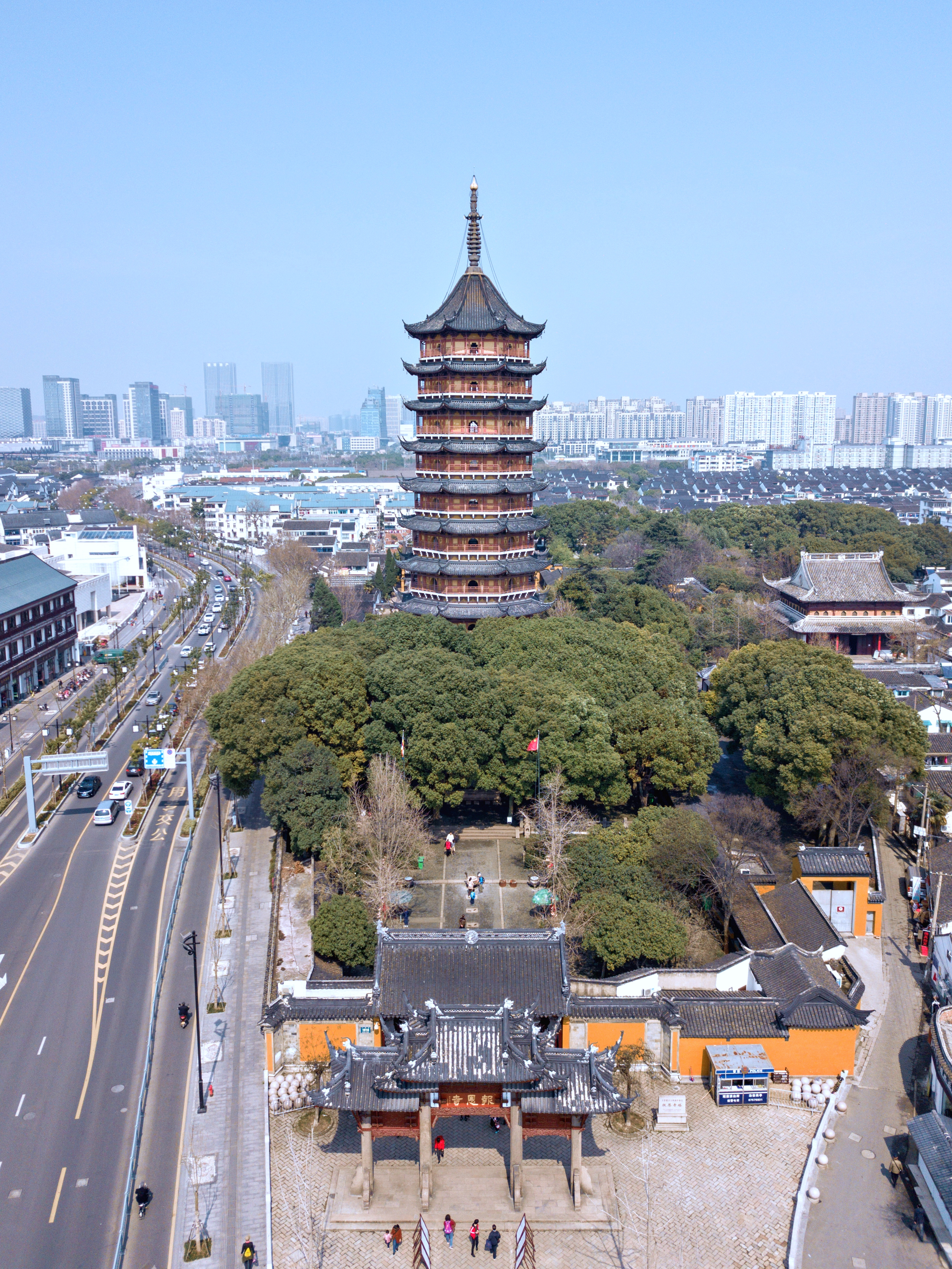
Pagode Beisi

O Pagode Beisi (chinês: 北寺塔, pinyin: Běisì Tǎ, Wade–Giles: Peiszu T'a) é um pagode, pertencente ao Templo Bao'en em Suzhou, província de Jiangsu, na República Popular da China. A base da torre possui uma estrutura octogonal e ergue-se em nove patamares numa altura de 76 metros. O pagode apresentava, outrora, onze andares, mas após apresentar danos estruturais, foi reduzido a nove. Os seus múltiplos beirais curvos ostentam semelhanças aos do Pagode Liuhe situado em Hangzhou. As suas paredes estruturais e exteriores são compostas de tijolo, as balaustradas de pedra, e os beirais e corrimões que contornam a estrutura foram feitos de madeira.

## História
Apesar da atual estrutura ter sido edificada durante a Dinastia Ming (1368-1644) - que foi sujeita a algumas reformulações após as eras seguintes -, o sítio histórico da construção de pagodes remonta há cerca de 1700 anos. Não obstante, um pagode budista construído durante o reinado de Sun Quan, no séc. III, ocupava nos seus primórdios no local (erguido em homenagem à sua ama de leite), juntamente com outro pagode construído durante a dinastia Liang (502-557). O projeto atual da estrutura foi desenvolvido entre os anos 1131 e 1162, durante a dinastia Song (960-1279). Financiado e construído para a dinastia Song, a sua edificação foi dirigida pelo monge budista Dayuan. O pagode foi queimado no decorrer de um incêndio em finais da Dinastia Song e reconstruído durante a Dinastia Ming.
Durante os recentes reparos do pagode, realizados entre 1960 e 1975, foram encontrados artefactos chineses dentro da torre, entre os quais uma tartaruga de cobre e estátuas de Buda. O último restauro do pagode deu-se em 2006.